# The Shadow (film, 1994)
The Shadow är en amerikansk actionfilm från 1994, regisserad av Russell Mulcahy. 
Filmen baseras på karaktären The Shadow skapad av Walter B. Gibson 1931 och även filmen utspelar sig i 1930-talets New York. Huvudrollen som The Shadow innehas i filmen av Alec Baldwin och de andra rollerna besattes bland andra av Peter Boyle och Penelope Ann Miller. Filmen är den dyraste av många filmer om karaktären The Shadow. 

## Rollista (urval)
| Alec Baldwin          | – Lamont Cranston / The Shadow |
| John Lone             | – Shiwan Khan                  |
| Penelope Ann Miller   | – Margo Lane                   |
| Peter Boyle           | – Moses "Moe" Shrevnitz        |
| Ian McKellen          | – Dr. Reinhardt Lane           |
| Tim Curry             | – Farley Claymore              |
| Jonathan Winters      | – Wainwright Barth             |
| Sab Shimono           | – Dr. Roy Tam                  |
| Andre Gregory         | – Burbank                      |
| James Hong            | – Li Peng                      |
| Joseph Maher          | – Isaac Newboldt               |
| Max Wright            | – Berger                       |
| Ethan Phillips        | – Nelson                       |
| Sinoa Loren           | – sångare/som sig själv        |
| Larry Hankin          | – taxichaufför                 |
| Abraham Benrubi       | – marinsoldat                  |
| Patrick Fischler      | – sjöman                       |
| Kate McGregor-Stewart | – Mrs. Shrevnitz               |
| Nils Allen Stewart    | – Mongol                       |
| Frank Welker          | – Phurba (röst)                |